# Pardosa obscuripes
Pardosa obscuripes este o specie de păianjeni din genul Pardosa, familia Lycosidae, descrisă de Simon, 1909.
Este endemică în Morocco. Conform Catalogue of Life specia Pardosa obscuripes nu are subspecii cunoscute.